# Románia az Eurovíziós Dalfesztiválokon
Románia eddig huszonhárom alkalommal vett részt az Eurovíziós Dalfesztiválon.
A román műsorsugárzó a Televiziunea Română, amely 1993-ban lett tagja az Európai Műsorsugárzók Uniójának, és 1994-ben csatlakozott a versenyhez.

## Története

### Évről évre
Románia már az 1993-as Eurovíziós Dalfesztiválra is jelentkezett, de ekkor a csatlakozni kívánó kelet-európai országok számára Kvalifikacija za Millstreet néven tartottak egy elődöntőt Ljubljanában, hét ország részvételével, és nem sikerült továbbjutniuk.
1994-ben szerepelhettek először a nemzetközi versenyen, de az 1993 és 2003 között érvényben lévő kieséses rendszer értelmében minden második évet ki kellett hagyniuk rossz eredményeik miatt. 1996-ban rendhagyó módon egy előválogatót rendeztek, ahol nem sikerült kivívniuk a részvételt, így első és második szereplésük között négy év telt el. 2000-ben elérték a legjobb eredményüket, ami tizenhetedik hely volt, majd a 2002-es versenyen ezt is túlszárnyalták, hiszen először bejutottak a legjobb 10 közé, kilencedikek lettek. A következő évben ismét szép eredményt értek el, tizedikek lettek, ezért a következő évben nem kellett elődöntőben szerepelni, egyből a döntőbe jutottak. 2005-ben elérték eddigi legjobb eredményüket, az elődöntő megnyerése után a harmadik helyen végeztek a fináléban. A következő évben ismét nem kellett elődöntőzniük, ekkor eggyel rosszabb, negyedik helyen zárták a versenyt. 2007-ben az előző évi szép eredmény miatt ismét automatikusan a döntőbe kvalifikálták magukat, ahol már nem sikerült a legjobb 10 közé kerülni, tizenharmadikok lettek. 2008-ban huszadikként, míg 2009-ben eggyel jobb helyen, tizenkilencedikként végeztek.

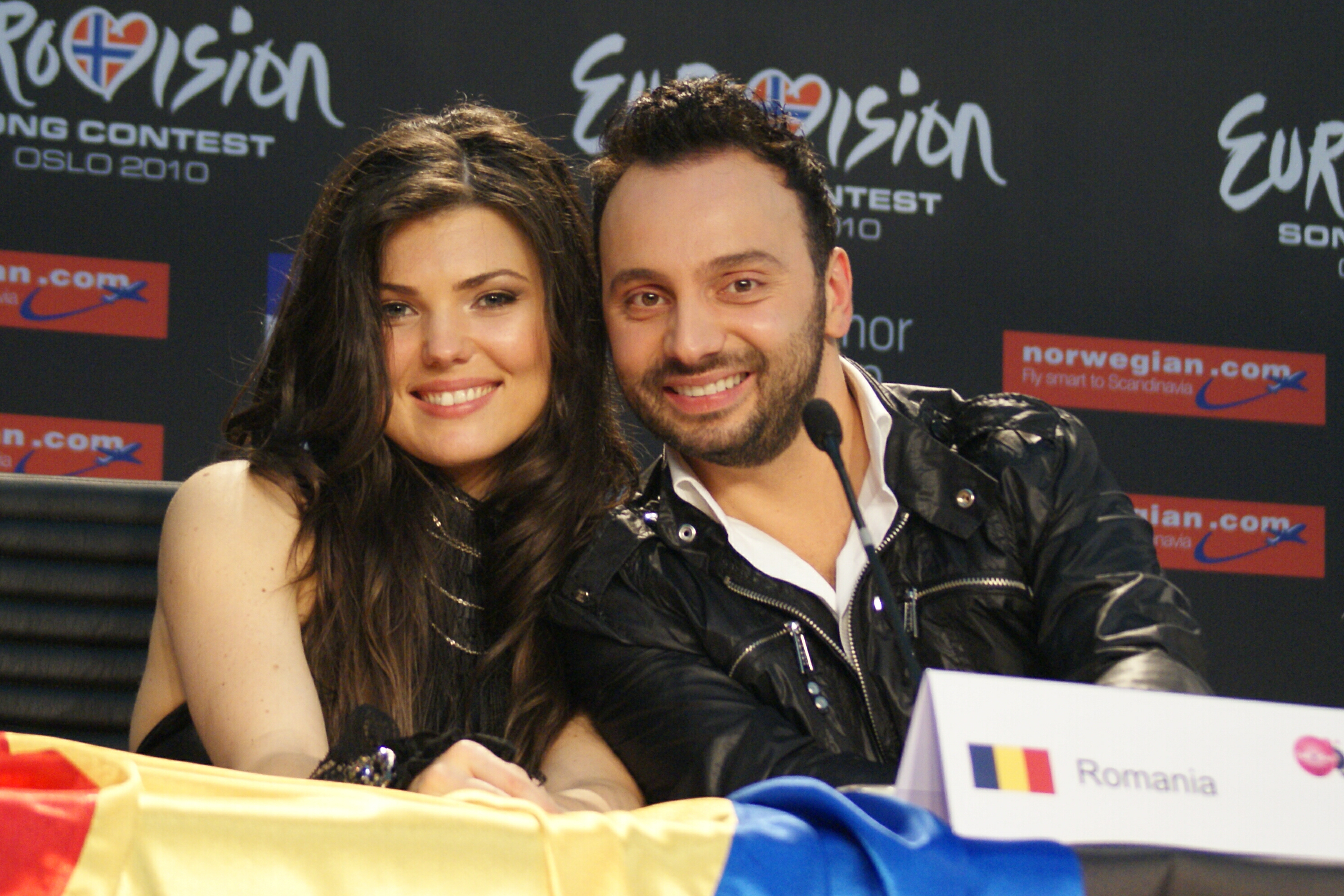
Paula & Ovi a 2010-es verseny egyik sajtótájékoztatóján.

2010-ben másodszor lettek harmadikok, ezúttal több pontot gyűjtve, viszont ezután sokáig nem tudtak az első tíz közé kerülni. A következő évben tizenhetedik helyen végeztek a döntőben. 2012-ben és 2014-ben tizenhetedikek lettek, utóbbinál Paula Seling & Ovi, a 2010-es román képviselők, nem tudták megismételni előző részvételük szép eredményét. A két év között, 2013-ban ennél eggyel rosszabb helyen zárták a versenyt. 2015-ben a döntőben tizenötödikek lettek.
2016. április 22-én az EBU törölte a tagjai közül a TVR-t, így nem vehettek részt a versenyen - bár ekkorra már kiválasztották indulójukat, Ovidiu Anton Moment of Silence című dalát. A kizárás oka az volt, hogy a romániai közszolgálati televízió 2007 óta adósságokat halmozott fel, összesen 16 millió svájci frank értékben, amelyet többszöri felszólítás és határidő-kitolás után sem fizettek ki. A tagság elvesztésének további következménye, hogy a TVR nem közvetíthette az Eurovíziós Dalfesztivált sem. 2017-re azonban rendeződött a helyzet, és az ország visszatérhetett a versenybe. Ekkor Ilinca és Alex Florea képviselték az országot Yodel It! című dalukkal, mellyel a hetedik helyen végeztek a döntőben. 2018-ban először nem sikerült továbbjutniuk – ekkor tizenegyedik helyezettek lettek az elődöntőben. 2019-ben ismét kiestek az elődöntőben, ahol a legrosszabb eredményüket szerezték meg.
2020-ban Roxen képviselte volna az országot, azonban március 18-án az Európai Műsorsugárzók Uniója bejelentette, hogy 2020-ban nem tudják megrendezni a versenyt a COVID–19-koronavírus-világjárvány miatt. A román műsorsugárzó jóvoltából végül újabb lehetőséget kapott az ország képviseletére a következő évben. Az énekesnőnek végül nem sikerült továbbjutnia a döntőbe, összesítésben tizenkettedik helyen végeztek. A következő évben azonban kvalifikálták magukat a döntőbe, ahol tizennyolcadikak lettek. 2023-ban ismét nem jutottak tovább a döntőbe, az elődöntőben holtversenyben San Marinóval 0 pontot szerezve utolsók lettek.

### Nyelvhasználat
Románia 1994-es debütálásakor még érvényben volt a nyelvhasználatot korlátozó szabály. Ennek értelmében indulóiknak az ország hivatalos nyelvén, vagyis román nyelven kellett énekelniük. Ezt a szabályt 1999-ben eltörölték, azóta főleg angol nyelvű dalokkal neveztek.
Románia eddigi huszonhárom versenydalából két román nyelvű, tizenöt angol nyelvű, hat kevert nyelvű: két angol és román, egy angol és olasz, egy román és olasz, egy angol és spanyol kevert nyelvű, egy pedig hat nyelvet megszólaltató többnyelvű dal volt.
2022-es daluk tartalmazott néhány mondatot spanyol nyelven is.

### Nemzeti döntő
Románia nemzeti döntője a "Selecția Națională" nevet viseli, és az ország debütálása óta majdnem minden alkalommal megrendezték.
A kilencvenes években a döntőben tizenhat-húsz dal versenyzett, melyek közül regionális zsűrik választották ki a győztest. 2003-tól elődöntőket is rendeztek, a döntő létszámát pedig tizenkettőre csökkentették. 2014 és 2016 között nem rendeznek elődöntőket, tizenkét fős döntőben választották ki az indulót. A végeredményt egy zsűri, illetve a nézők telefonos szavazás segítségével közösen alakították ki. 2016-ban ismét visszatért az elődöntős rendszer, amelyben tizenkettő fő versenyzett, de csak hatan jutottak tovább a döntőbe. Ebből négyet a zsűri, kettőt a közönség választott ki. A következő évben már élő meghallgatást is tartottak, ahonnan összesen tizenöten kerültek be az elődöntőbe, majd közülük tizen a döntőbe. A meghallgatás és az elődöntő során csak a zsűri szavazatai számítottak, ám a döntőben ezt felváltotta a telefonos szavazás. 2018-ban és 2019-ben már több elődöntőt rendeztek, a svéd Melodifestivalen mintájára, mindegyik adás más-más városból volt közvetítve, míg a döntőt a fővárosban, Bukarestben rendezték. 2018-ban ismét tizenöt előadó jutott tovább a döntőbe, közülük a nézők választották ki képviselőjüket, míg 2019-ben a tizenkét fős döntőben a nemzetközi zsűrinek nagyobb beleszólása volt az eredmények kialakításába, mint a nézőknek. 2020-ban az ország története során először előadóját belső kiválasztással nevezi meg, daluk viszont változatlanul a hagyományos válogatóműsor keretein belül kerül kiválasztásra. A következő évben a 2020-as képviselőjük új lehetőséget kapott a műsorszolgáltatótól, miután elmaradt a verseny a Covid19-pandémia miatt, így a dalt is belső keretek között választották ki.

## Résztvevők
| Év   | Előadó                        | Dal                      | Magyar fordítás               | Eredmény                       | Eredmény                       | Eredmény             | Eredmény             |
| Év   | Előadó                        | Dal                      | Magyar fordítás               | Döntő                          | Pontszám                       | Elődöntő             | Pontszám             |
| ---- | ----------------------------- | ------------------------ | ----------------------------- | ------------------------------ | ------------------------------ | -------------------- | -------------------- |
| 1993 | Dida Drăgan                   | Nu pleca                 | Ne menj el!                   | Nem jutott ki a dalfesztiválra | Nem jutott ki a dalfesztiválra | Nem volt elődöntő    | Nem volt elődöntő    |
| 1994 | Dan Bittman                   | Dincolo de nori          | A felhők felett               | 21.                            | 14                             | Nem volt elődöntő    | Nem volt elődöntő    |
|      |                               |                          |                               |                                |                                | Nem volt elődöntő    | Nem volt elődöntő    |
| 1996 | Monica Anghel és Sincron      | Rugă pentru pacea lumii  | Ima a világbékéért            | Nem jutott ki a dalfesztiválra | Nem jutott ki a dalfesztiválra | Nem volt elődöntő    | Nem volt elődöntő    |
|      |                               |                          |                               |                                |                                | Nem volt elődöntő    | Nem volt elődöntő    |
| 1998 | Mălina Olinescu               | Eu cred                  | Hiszem                        | 22.                            | 6                              | Nem volt elődöntő    | Nem volt elődöntő    |
|      |                               |                          |                               |                                |                                | Nem volt elődöntő    | Nem volt elődöntő    |
| 2000 | Taxi                          | The Moon                 | A hold                        | 17.                            | 25                             | Nem volt elődöntő    | Nem volt elődöntő    |
|      |                               |                          |                               |                                |                                | Nem volt elődöntő    | Nem volt elődöntő    |
| 2002 | Monica Anghel és Marcel Pavel | Tell Me Why              | Mondd meg, miért              | 9.                             | 71                             | Nem volt elődöntő    | Nem volt elődöntő    |
| 2003 | Nicola                        | Don't Break My Heart     | Ne törd össze a szívemet      | 10.                            | 73                             | Nem volt elődöntő    | Nem volt elődöntő    |
| 2004 | Sanda                         | I Admit                  | Bevallom                      | 18.                            | 18                             | Automatikusan döntős | Automatikusan döntős |
| 2005 | Luminița Anghel & Sistem      | Let Me Try               | Engedd, hogy megpróbáljam     | 3.                             | 158                            | 1.                   | 235                  |
| 2006 | Mihai Trăistariu              | Tornerò                  | Visszatérek                   | 4.                             | 172                            | Automatikusan döntős | Automatikusan döntős |
| 2007 | Todomondo                     | Liubi, Liubi, I Love You | Szerelem, szerelem, szeretlek | 13.                            | 84                             | Automatikusan döntős | Automatikusan döntős |
| 2008 | Nico és Vlad                  | Pe-o margine de lume     | A világ szélén                | 20.                            | 45                             | 7.                   | 94                   |
| 2009 | Elena Gheorghe                | The Balkan Girls         | A balkáni lányok              | 19.                            | 40                             | 9.                   | 67                   |
| 2010 | Paula Seling & Ovi            | Playing with Fire        | A tűzzel játszani             | 3.                             | 162                            | 4.                   | 104                  |
| 2011 | Hotel FM                      | Change                   | Változtatni                   | 17.                            | 77                             | 4.                   | 111                  |
| 2012 | Mandinga                      | Zaleilah                 | —                             | 12.                            | 71                             | 3.                   | 120                  |
| 2013 | Cezar                         | It’s My Life             | Ez az életem                  | 13.                            | 65                             | 5.                   | 83                   |
| 2014 | Paula Seling & Ovi            | Miracle                  | Csoda                         | 12.                            | 72                             | 2.                   | 125                  |
| 2015 | Voltaj                        | De la capăt              | Elölről                       | 15.                            | 35                             | 5.                   | 89                   |
|      |                               |                          |                               |                                |                                |                      |                      |
| 2017 | Ilinca feat. Alex Florea      | Yodel It!                | Jódlizd el!                   | 7.                             | 282                            | 6.                   | 174                  |
| 2018 | The Humans                    | Goodbye                  | Viszlát                       | Nem jutott be a döntőbe        | Nem jutott be a döntőbe        | 11.                  | 107                  |
| 2019 | Ester Peony                   | On a Sunday              | Egy vasárnapon                | Nem jutott be a döntőbe        | Nem jutott be a döntőbe        | 13.                  | 71                   |
| 2020 | Roxen                         | Alcohol You              | Felhívlak                     | Elmaradt a verseny             | Elmaradt a verseny             | Elmaradt a verseny   | Elmaradt a verseny   |
| 2021 | Roxen                         | Amnesia                  | Amnézia                       | Nem jutott be a döntőbe        | Nem jutott be a döntőbe        | 12.                  | 85                   |
| 2022 | Wrs                           | Llámame                  | Hívj fel                      | 18.                            | 65                             | 9.                   | 118                  |
| 2023 | Theodor Andrei                | D.G.T. (Off and On)      | Ujjak (Ki és be)              | Nem jutott be a döntőbe        | Nem jutott be a döntőbe        | 15.                  | 0                    |
|      |                               |                          |                               |                                |                                |                      |                      |

### Visszaléptetett indulók
| Év   | Előadó       | Dal               | Magyar fordítás   |
| ---- | ------------ | ----------------- | ----------------- |
| 2016 | Ovidiu Anton | Moment of Silence | A csend pillanata |

## Szavazástörténet
Románia híres arról, hogy minden évben Moldovának adja a maximális 12 pontot. Csupán néhányszor nem történt így: 2017-ben, 2018-ban, 2022-ben és 2023-ban a zsűri másik országnak adta a maximális pontot. Emellett 2008-ban, 2014-ben, 2015-ben és 2019-ben sem Moldovának adták a 12 pontot, mivel a moldávok nem jutottak be a döntőbe.

### 1994–2023
| Hely | Ország       | Pont |
| ---- | ------------ | ---- |
| 1.   | Moldova      | 112  |
| 2.   | Magyarország | 69   |
| 3.   | Izrael       | 59   |
| 4.   | Görögország  | 59   |
| 5.   | Oroszország  | 58   |
| 6.   | Málta        | 54   |
| 7.   | Azerbajdzsán | 54   |
| 8.   | Svédország   | 53   |
| 9.   | Ukrajna      | 49   |
| 10.  | Dánia        | 48   |

| Hely | Ország        | Pont |
| ---- | ------------- | ---- |
| 1.   | Moldova       | 108  |
| 2.   | Izrael        | 89   |
| 3.   | Málta         | 68   |
| 4.   | Írország      | 64   |
| 5.   | Olaszország   | 63   |
| 6.   | Németország   | 62   |
| 7.   | Ciprus        | 59   |
| 8.   | Spanyolország | 57   |
| 9.   | Görögország   | 53   |
| 10.  | Azerbajdzsán  | 52   |

Románia még sosem adott pontot az elődöntőben a következő országoknak: Andorra és Monaco.
Románia mindegyik országtól kapott legalább egy pontot az elődöntőkben
| Hely | Ország        | Pont |
| ---- | ------------- | ---- |
| 1.   | Moldova       | 182  |
| 2.   | Görögország   | 109  |
| 3.   | Svédország    | 101  |
| 4.   | Oroszország   | 80   |
| 5.   | Olaszország   | 79   |
| 6.   | Törökország   | 70   |
| 7.   | Magyarország  | 67   |
| 8.   | Ukrajna       | 65   |
| 9.   | Spanyolország | 57   |
| 10.  | Izrael        | 50   |

| Hely | Ország        | Pont |
| ---- | ------------- | ---- |
| 1.   | Moldova       | 159  |
| 2.   | Spanyolország | 142  |
| 3.   | Izrael        | 96   |
| 4.   | Görögország   | 69   |
| 5.   | Portugália    | 65   |
| 6.   | Málta         | 63   |
| 7.   | Ciprus        | 61   |
| 8.   | Írország      | 56   |
| 9.   | Franciaország | 45   |
| 10.  | Olaszország   | 43   |

Románia még sosem adott pontot a döntőben a következő országoknak: Grúzia, Montenegró, San Marino és Szlovákia.
Románia még sosem kapott pontot a döntőben a következő országoktól: Grúzia.

## Háttér
| Év        | Rendező    | Kommentátor                                                            | Pontbejelentő                                    |
| --------- | ---------- | ---------------------------------------------------------------------- | ------------------------------------------------ |
| 1993      | Millstreet | Doina Caramzulescu                                                     | Nem vettek részt                                 |
| 1994      | Dublin     | Gabriela Cristea                                                       | Cristina Țopescu                                 |
| 1995–1997 | 1995–1997  | Nem vettek részt és nem közvetítették a versenyt                       | Nem vettek részt és nem közvetítették a versenyt |
| 1998      | Birmingham | Leonard Miron                                                          | Anca Țurcașiu                                    |
| 1999      | Jeruzsálem | Leonard Miron                                                          | Nem vettek részt                                 |
| 2000      | Stockholm  | Leonard Miron                                                          | Andreea Marin                                    |
| 2001      | Koppenhága | Leonard Miron és Andreea Marin                                         | Nem vettek részt                                 |
| 2002      | Tallinn    | Andreea Demirgian                                                      | Leonard Miron                                    |
| 2003      | Riga       | Andreea Demirgian                                                      | Leonard Miron                                    |
| 2004      | Isztambul  | Andreea Demirgian                                                      | Andreea Marin                                    |
| 2005      | Kijev      | Andreea Demirgian                                                      | Berti Barbera                                    |
| 2006      | Athén      | Andreea Demirgian                                                      | Andreea Marin                                    |
| 2007      | Helsinki   | Andreea Demirgian                                                      | Andreea Marin                                    |
| 2008      | Belgrád    | Andreea Demirgian és Leonard Miron                                     | Alina Sorescu                                    |
| 2009      | Moszkva    | Ioana Isopescu és Alexandru Nagy                                       | Alina Sorescu                                    |
| 2010      | Oslo       | Leonard Miron és Gianina Corondan                                      | Malvina Cservenschi                              |
| 2011      | Düsseldorf | Liana Stanciu és Bogdan Pavlică                                        | Malvina Cservenschi                              |
| 2012      | Baku       | Leonard Miron és Gianina Corondan                                      | Paula Seling                                     |
| 2013      | Malmö      | Liana Stanciu                                                          | Sonia Argint Ionescu                             |
| 2014      | Koppenhága | Bogdan Stănescu                                                        | Sonia Argint Ionescu                             |
| 2015      | Bécs       | Bogdan Stănescu                                                        | Sonia Argint Ionescu                             |
| 2016      | Stockholm  | Nem vettek részt és nem közvetítették a versenyt                       | Nem vettek részt és nem közvetítették a versenyt |
| 2017      | Kijev      | Liana Stanciu és Radu Andrei Tudor                                     | Sonia Argint Ionescu                             |
| 2018      | Lisszabon  | Liliana Ștefan és Radu Andrei Tudor                                    | Sonia Argint Ionescu                             |
| 2019      | Tel-Aviv   | Liana Stanciu és Bogdan Stănescu                                       | Ilinca                                           |
| 2021      | Rotterdam  | Bogdan Stănescu                                                        | Cătălina Ponor                                   |
| 2022      | Torino     | Kyrie Mendél (második elődöntő és döntő) Bogdan Stănescu (összes adás) | Eda Marcus[a]                                    |
| 2023      | Liverpool  | Bogdan Stănescu és Kyrie Mendel                                        | Eda Marcus[a]                                    |
| 2024      | Malmö      | Nem vettek részt és nem közvetítették a versenyt                       | Nem vettek részt és nem közvetítették a versenyt |

Megjegyzések
↑ a: 2022-ben szavazás során megszakadt a kapcsolat a román pontbejelentővel, helyette a dalfesztivál igazgatója, Martin Österdahl jelentette be a pontokat.

## Díjak

### ESC Radio Awards
| Kategória            | Év   | Előadó           | Dal     | Eredmény az Eurovízión | Eredmény az Eurovízión | Helyszín           |
| Kategória            | Év   | Előadó           | Dal     | Helyezés               | Pontszám               | Helyszín           |
| -------------------- | ---- | ---------------- | ------- | ---------------------- | ---------------------- | ------------------ |
| Legjobb férfi előadó | 2006 | Mihai Trăistariu | Tornerò | 4.                     | 172                    | Görögország, Athén |

## Galéria

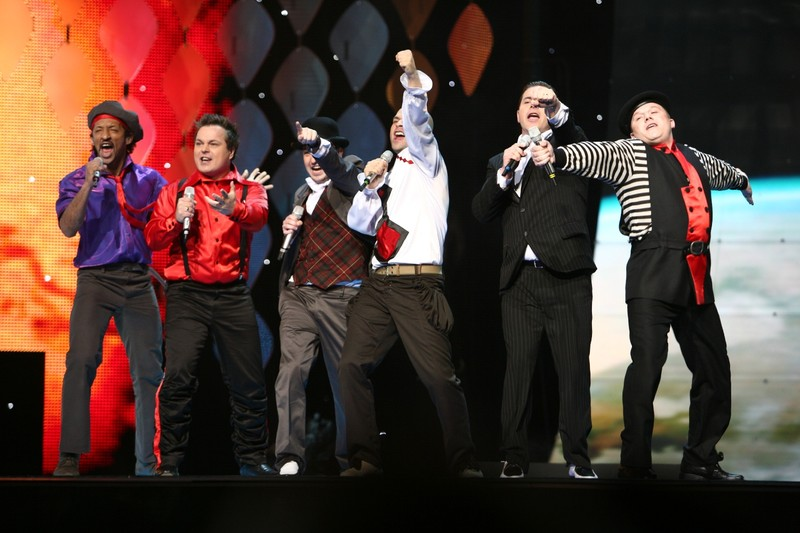
Todomondo Helsinkiben (2007)
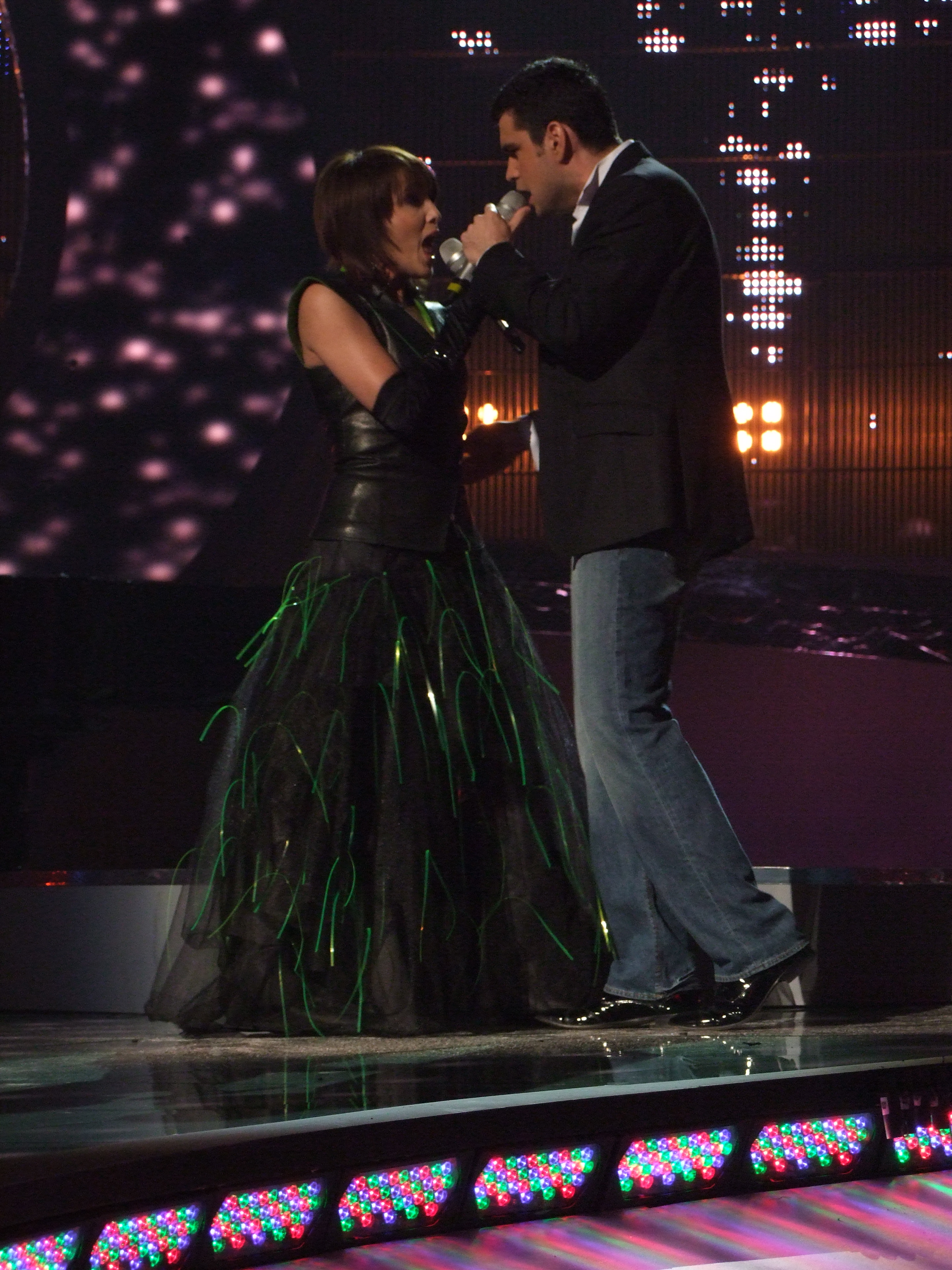
Nico és Vlad Belgrádban (2008)
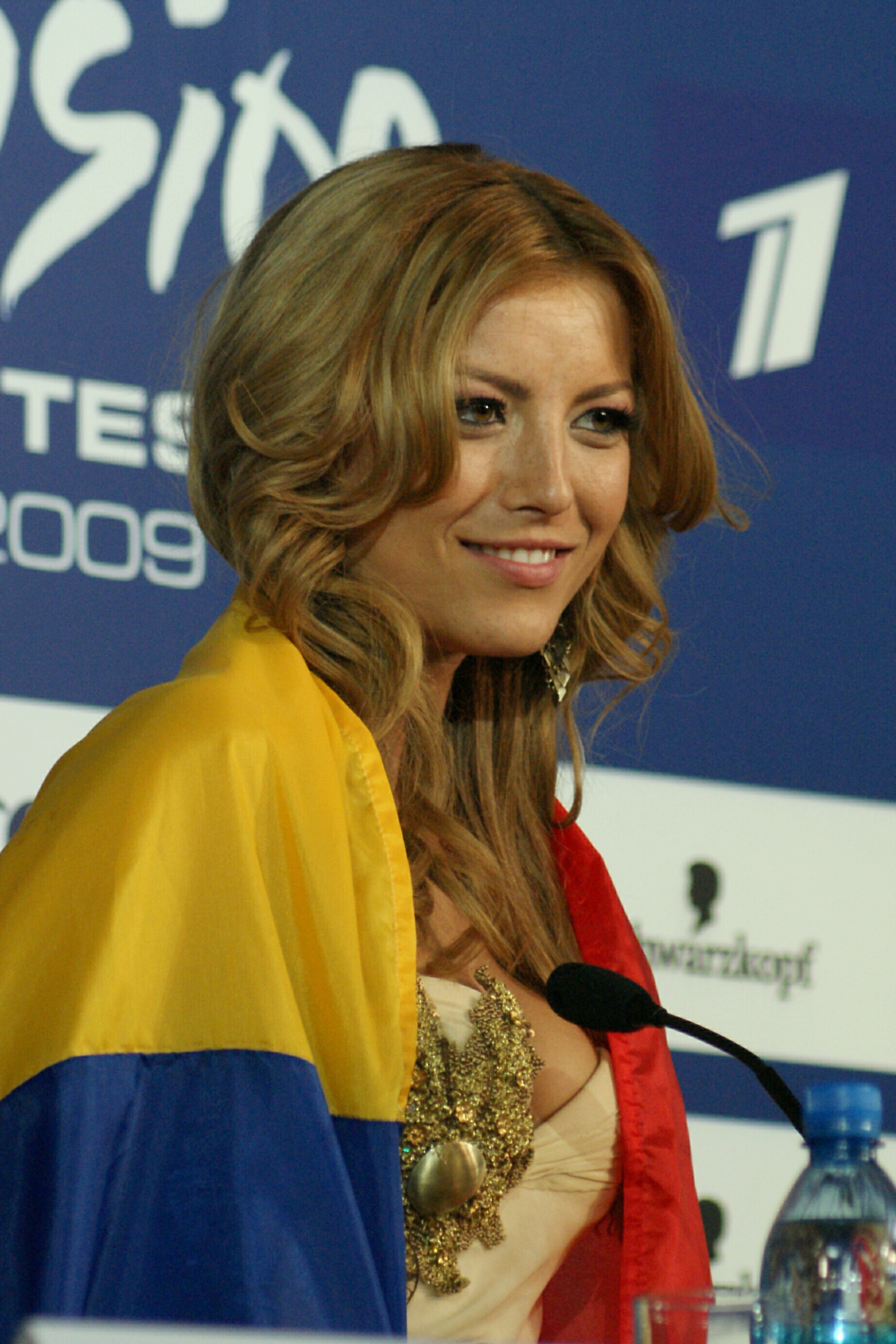
Elena Gheorghe Moszkvában (2009)
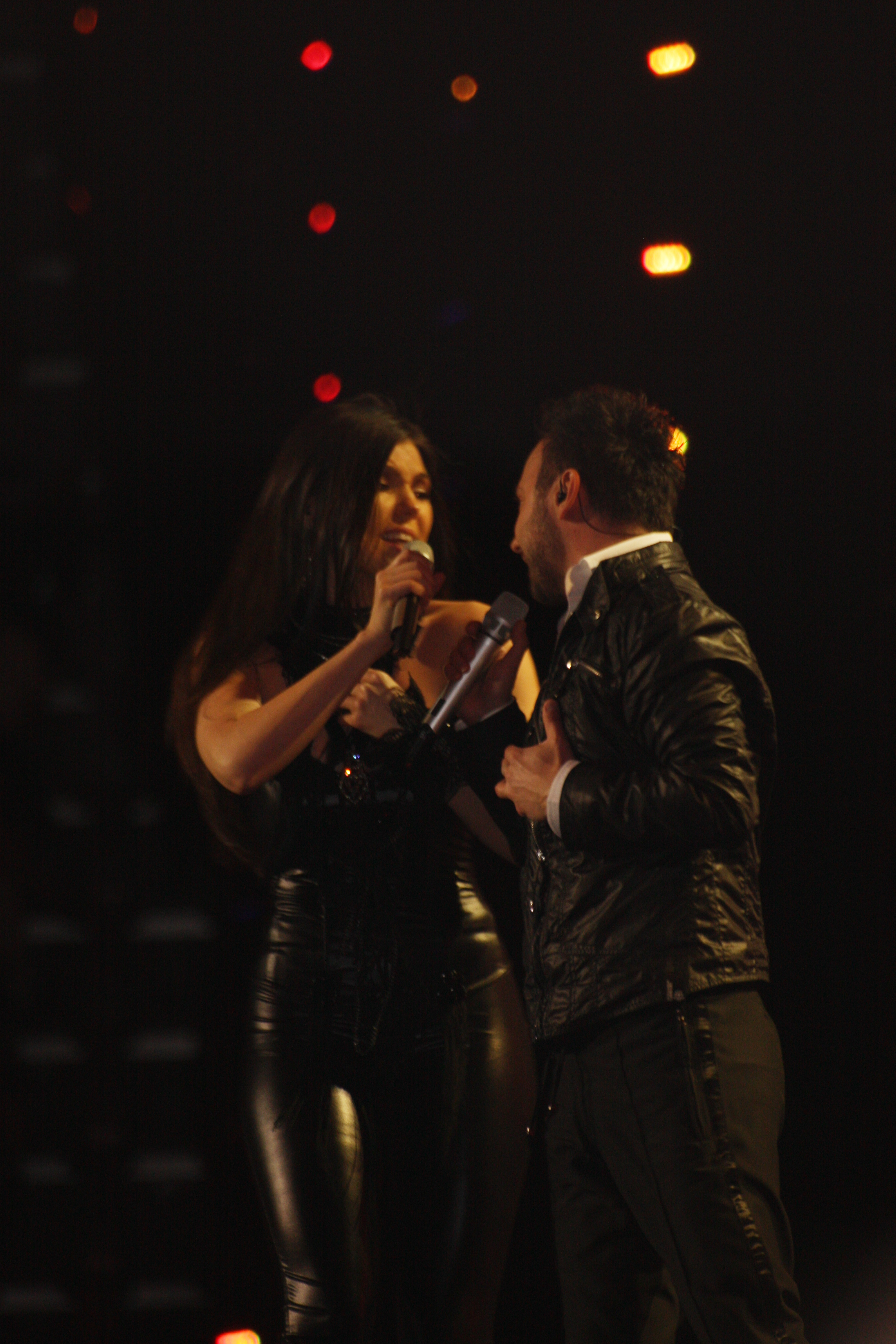
Paula Seling és Ovi Oslóban (2010)
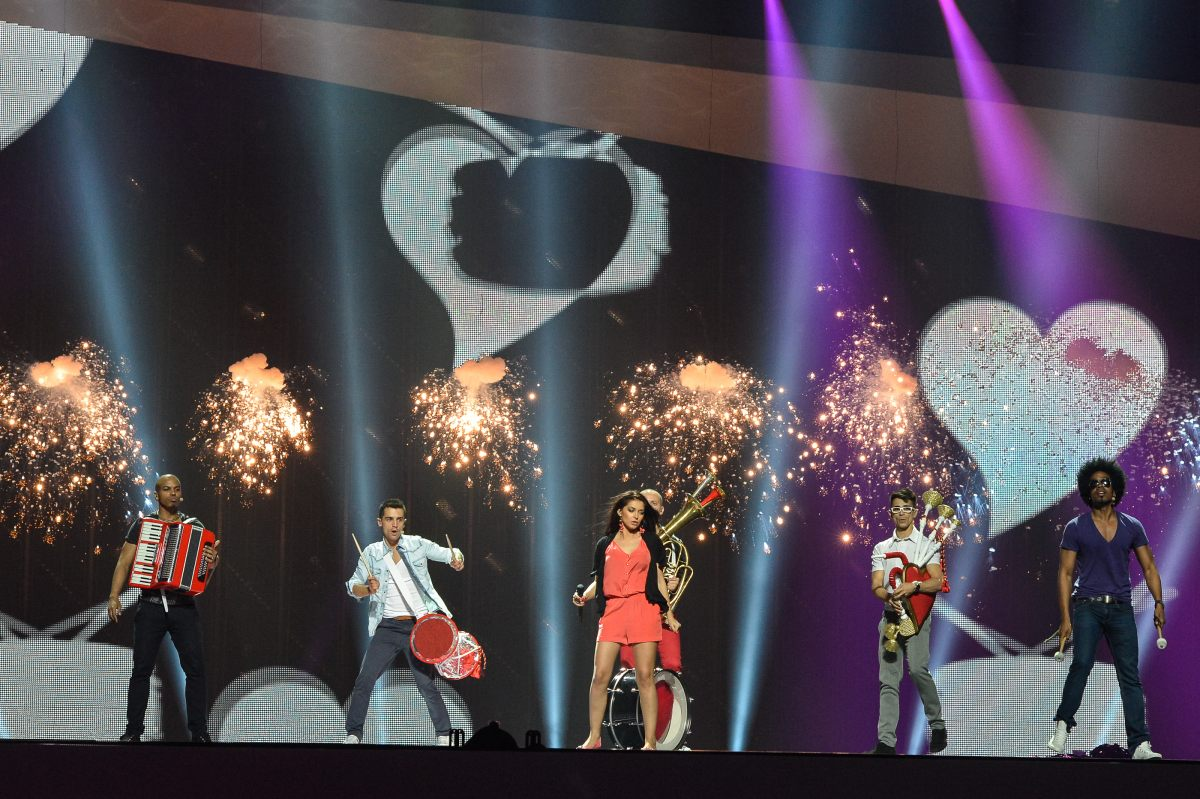
Mandinga Bakuban (2012)
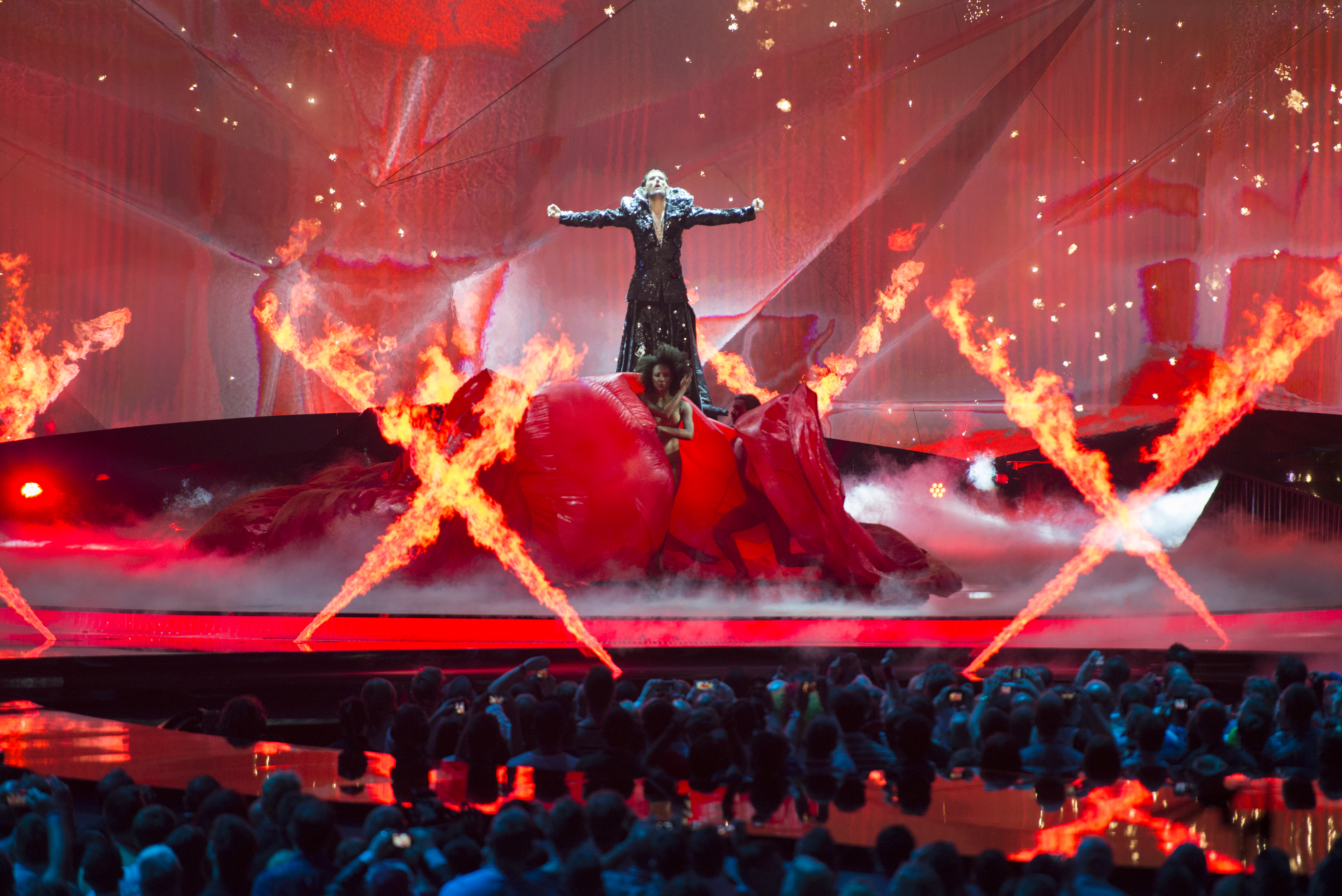
Cezar Malmőben (2013)
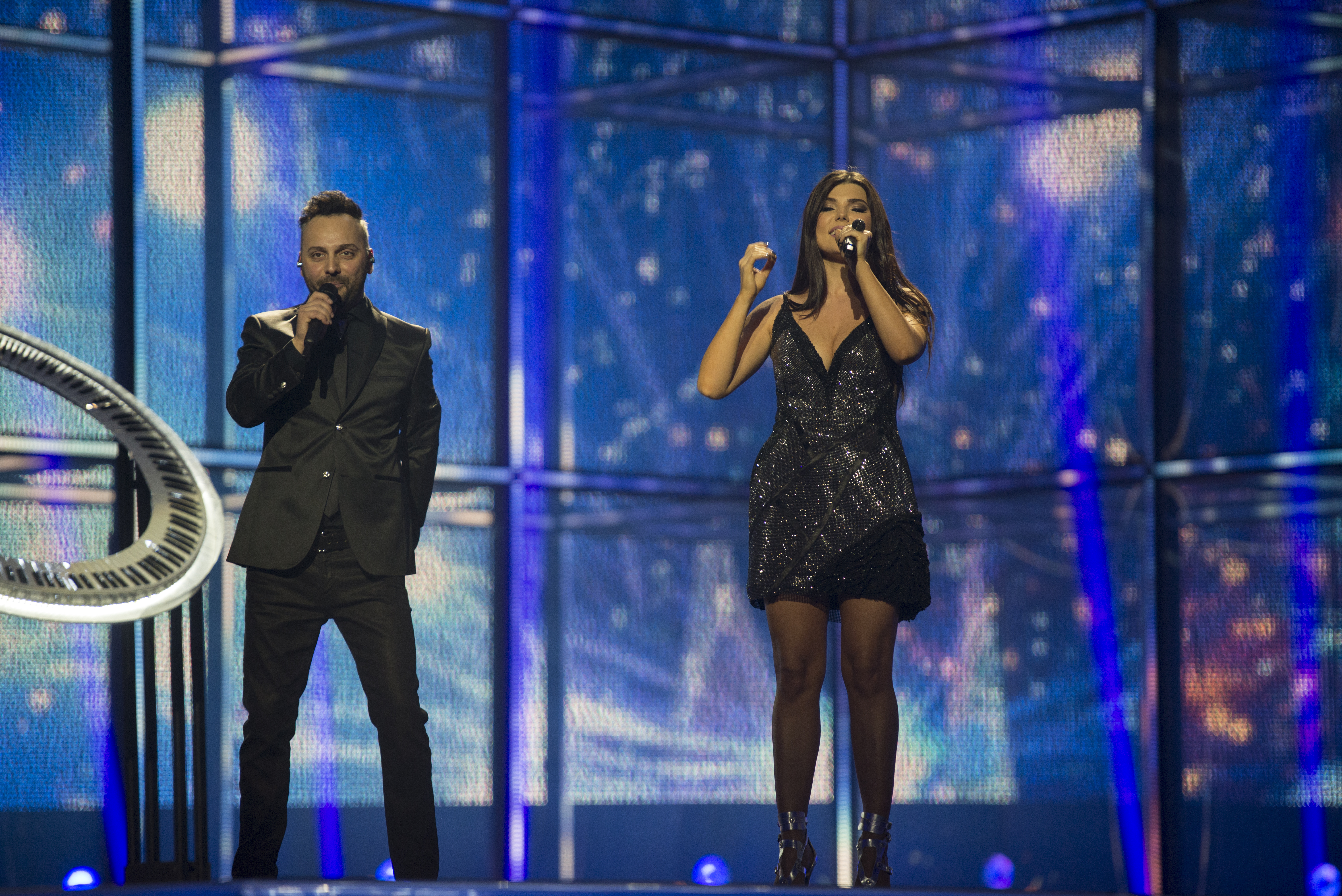
Paula Seling és Ovi Koppenhágában (2014)
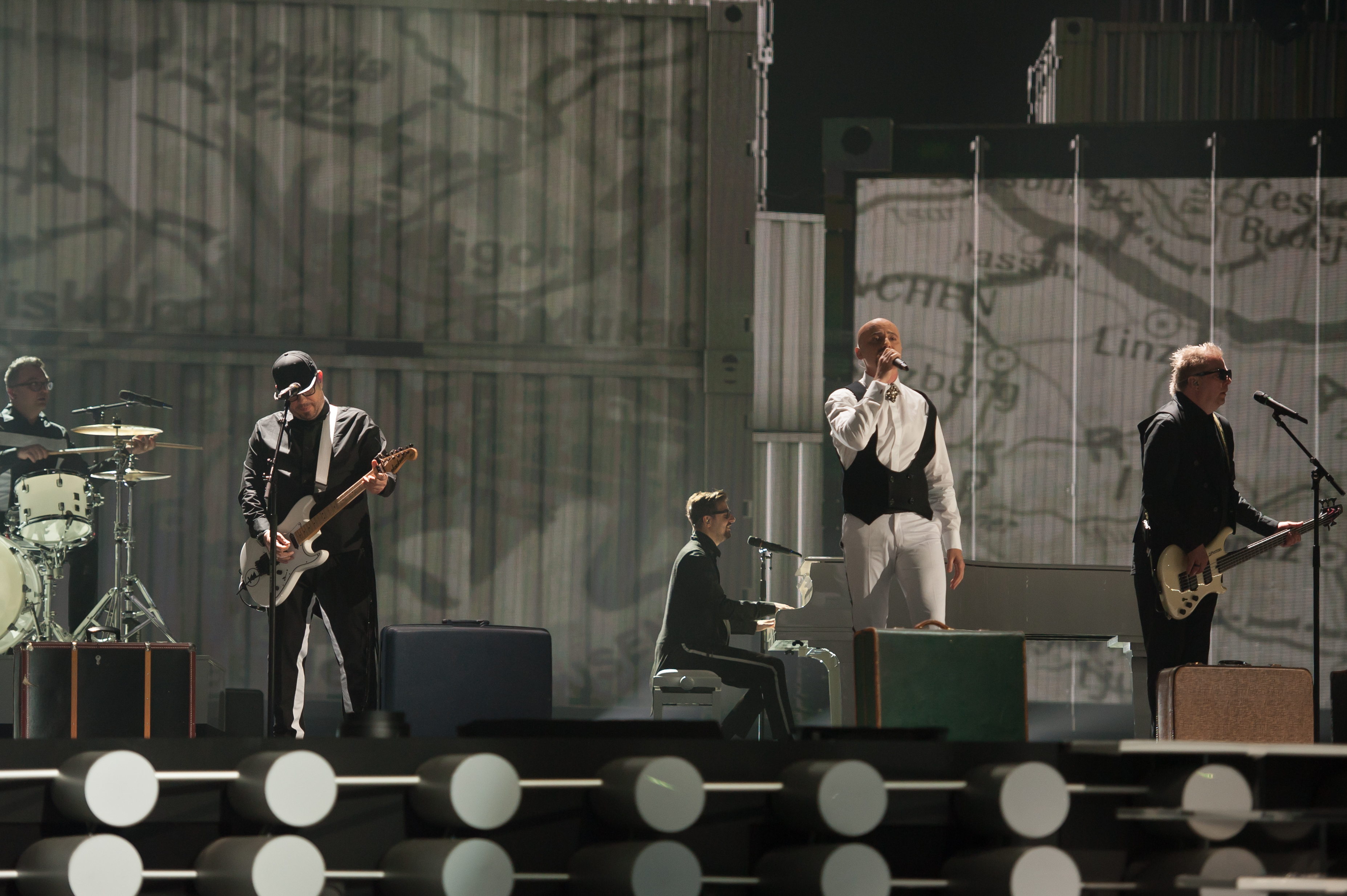
Voltaj Bécsben (2015)
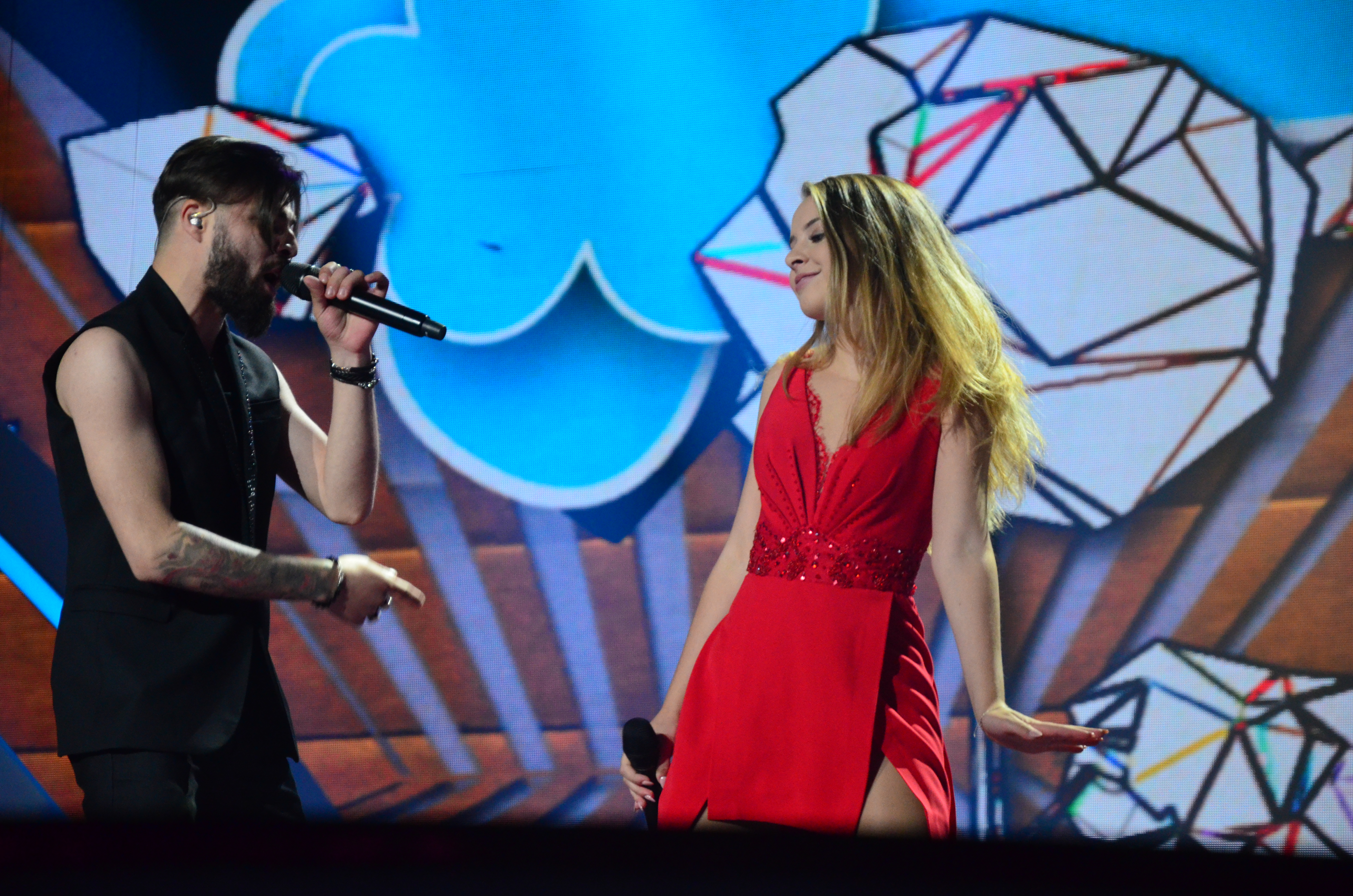
Ilinca feat. Alex Florea Kijevben (2017)
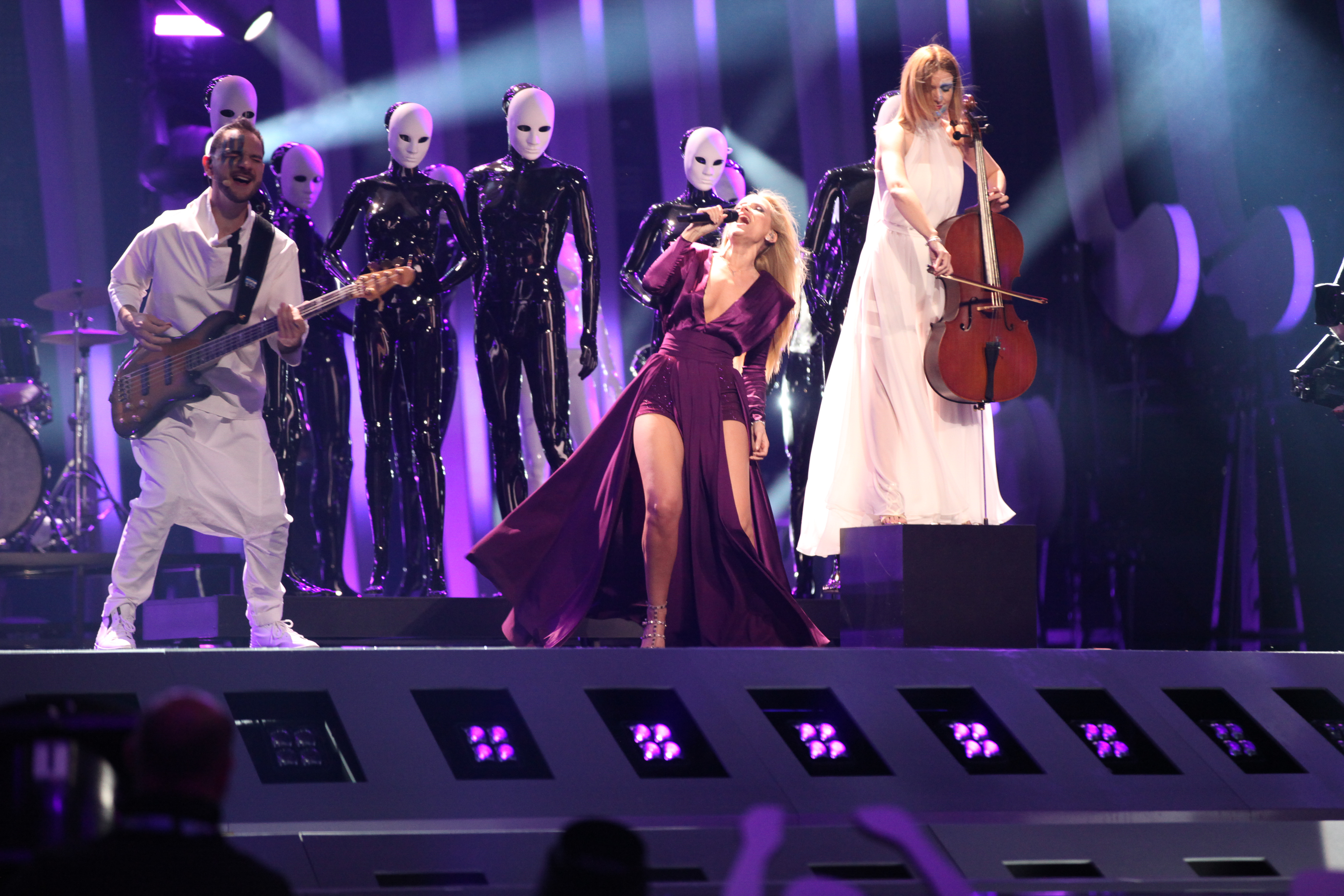
The Humans Lisszabonban (2018)
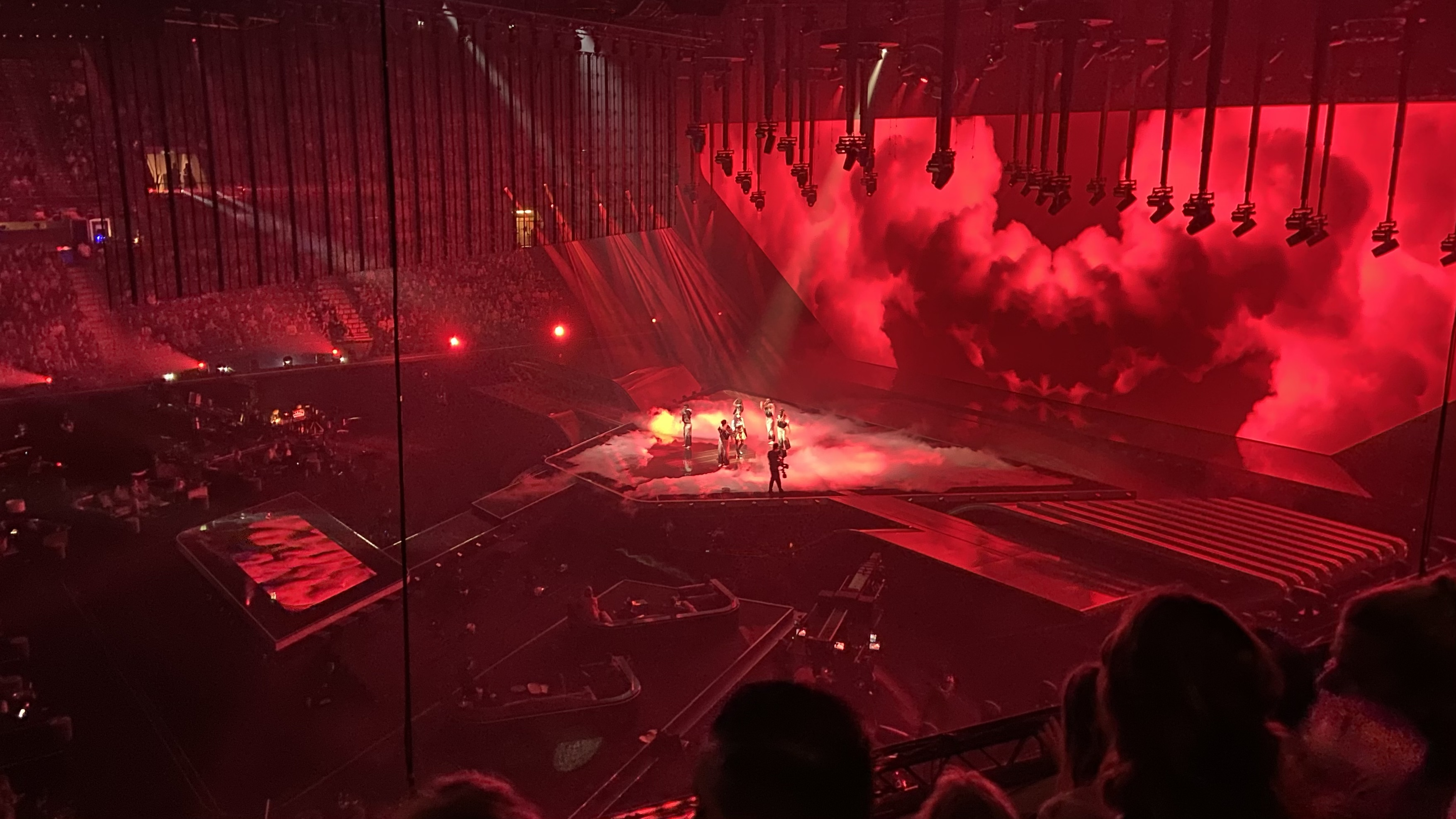
Roxen Rotterdamban (2021)
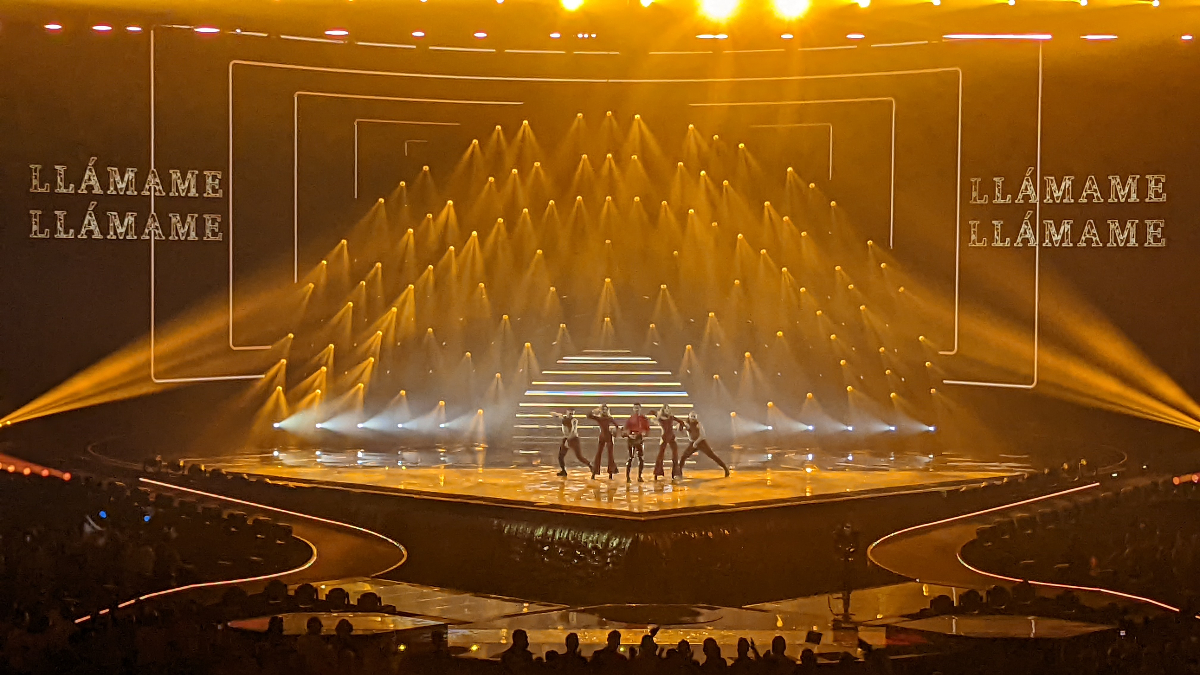
WRS Torinóban (2022)
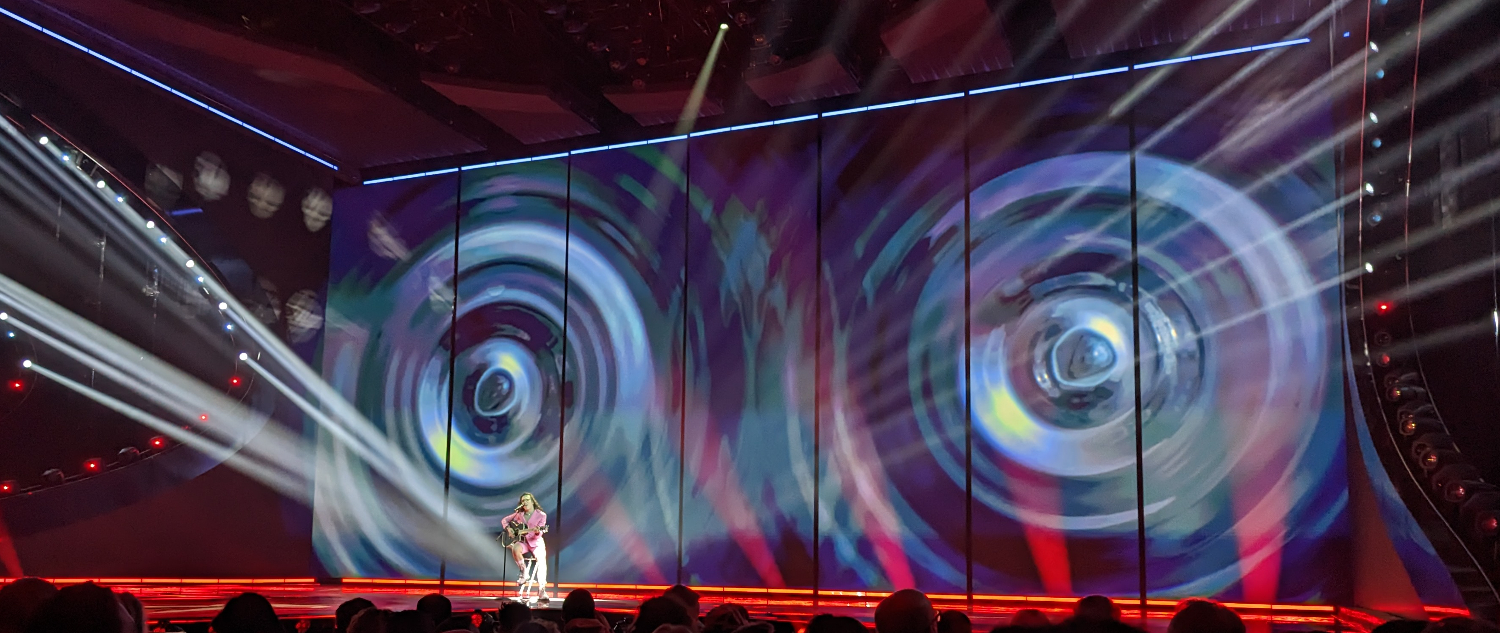
Theodor Andrei Liverpool (2023)

## Lásd még
- Románia a Junior Eurovíziós Dalfesztiválokon